# کشتار با اره‌برقی در تگزاس (فیلم ۲۰۲۲)
کشتار با اره‌برقی در تگزاس (انگلیسی: Texas Chainsaw Massacre) یک فیلم اسلشر آمریکایی محصول سال ۲۰۲۲ به کارگردانی دیوید بلو گارسیا، با فیلمنامه‌ای از کریس توماس دولین، بر اساس داستانی از فده آلوارز و رودو سایاگس است. این نهمین قسمت از مجموعه کشتار با اره‌برقی در تگزاس (فرنچایز) است. ماجرای فیلم چند دهه پس از فیلم اصلی می‌گذرد، داستان بر روی قاتل سریالی صورت‌چرمی متمرکز است که گروهی از بزرگسالان جوان را هدف قرار می‌دهد و با یک بازمانده انتقام جو از قتل‌های قبلی خود درگیر می‌شود. سارا یارکین، السی فیشر، مارک برنهام، مو دانفورد، نل هادسون، جسیکا آلن، آلون فوئره، جیکوب لاتیمور و آلیس کریج در این فیلم به ایفای نقش پرداخته‌اند.
رایان و اندی توهیل، فیلمسازان دوتایی، ابتدا به عنوان کارگردان قرارداد داشتند، اما به دلیل اختلافات خلاقانه، گارسیا جایگزین شدند. فیلمبرداری در اوت ۲۰۲۰ در بلغارستان انجام شد. کشتار با اره‌برقی در تگزاس در ۱۸ فوریه ۲۰۲۲ از طریق نتفلیکس منتشر شد. این فیلم به‌خاطر فیلمنامه، زمان اجرا، عدم تعلیق آن، عموماً نقدهای منفی از سوی منتقدان دریافت کرد و بسیاری از منتقدان آن را پایین‌تر از بسیاری از فیلم‌های دیگر این فرانچایز می‌دانستند، اگرچه بازی‌ها مورد تحسین قرار گرفتند.

## داستان
پس از ۵۰ سال پنهان شدن، چرفیس (صورت‌چرمی) برمی‌گردد تا گروهی از دوستان جوان ایده‌آل گرا را که به‌طور تصادفی دنیای محافظت شده او را در یک شهر دورافتاده تگزاس مختل می‌کنند، به وحشت بیندازد و …

## بازخوردها
در وب‌سایت جمع‌آوری نقد راتن تومیتوز ۳۱ درصد از نظرات ۱۵۸ منتقد، با میانگین امتیاز ۴٫۳ از ۱۰ مثبت است. اجماع این وب‌سایت می‌گوید: «قتل‌عام با اره‌برقی تگزاس در این مورد کوتاهی نمی‌کند، اما صورت‌چرمی (فیلم ۲۰۱۷) ممکن است به‌طور غیرقابل برگشتی توانایی ترساندن خود را از دست داده باشد». در متاکریتیک، که از میانگین وزنی استفاده می‌کند، بر اساس ۲۸ منتقد، امتیاز ۳۴ از ۱۰۰ را به فیلم اختصاص داد که نشان دهنده «بررسی‌های عموما نامطلوب» است.